# Cratolestes wirthi
Cratolestes wirthi är en tvåvingeart som beskrevs av Artigas 1970. Cratolestes wirthi ingår i släktet Cratolestes och familjen rovflugor. Inga underarter finns listade i Catalogue of Life.